# Steinchisma exiguiflorum
Steinchisma exiguiflorum là một loài thực vật có hoa trong họ Hòa thảo. Loài này được (Griseb.) W.V.Br. miêu tả khoa học đầu tiên năm 1977.